# 里奇堡 (紐約州)
里奇堡（英語：Richburg）是位於美國紐約州亞利加尼縣的村。

## 人口
根據2020年美國人口普查的數據，里奇堡的面積為2.33平方千米，皆為陸地。當地共有人口401人，而人口密度為每平方千米172人。